# Kanton Saint-Calais
Der Kanton Saint-Calais ist seit 1790 ein französischer Wahlkreis im Arrondissement Mamers, im Département Sarthe und in der Region Pays de la Loire; sein Hauptort ist Saint-Calais. Bis zur Verwaltungsgebietsreform vom 15. Februar 2006 gehörte der Kanton zum Arrondissement Le Mans.

## Gemeinden
Der Kanton besteht aus 35 Gemeinden mit insgesamt 25.951 Einwohnern (Stand: 1. Januar 2022) auf einer Gesamtfläche von 737,69 km²:
| Gemeinde                   | Einwohner 1. Januar 2022 | Fläche km² | Dichte Einw./km² | Code INSEE | Postleitzahl |
| -------------------------- | ------------------------ | ---------- | ---------------- | ---------- | ------------ |
| Berfay                     | 334                      | 18,28      | 18               | 72032      | 72320        |
| Bessé-sur-Braye            | 2.025                    | 20,60      | 98               | 72035      | 72310        |
| Bouloire                   | 2.121                    | 26,77      | 79               | 72042      | 72440        |
| Champrond                  | 68                       | 5,98       | 11               | 72057      | 72320        |
| Cogners                    | 177                      | 13,60      | 13               | 72085      | 72310        |
| Conflans-sur-Anille        | 460                      | 30,80      | 15               | 72087      | 72120        |
| Coudrecieux                | 638                      | 24,27      | 26               | 72094      | 72440        |
| Courgenard                 | 460                      | 11,32      | 41               | 72105      | 72320        |
| Dollon                     | 1.433                    | 25,33      | 57               | 72118      | 72390        |
| Écorpain                   | 304                      | 21,26      | 14               | 72125      | 72120        |
| Gréez-sur-Roc              | 339                      | 25,38      | 13               | 72144      | 72320        |
| La Chapelle-Huon           | 517                      | 18,65      | 28               | 72064      | 72310        |
| Lamnay                     | 920                      | 22,09      | 42               | 72156      | 72320        |
| Lavaré                     | 817                      | 22,88      | 36               | 72158      | 72390        |
| Maisoncelles               | 197                      | 11,10      | 18               | 72178      | 72440        |
| Marolles-lès-Saint-Calais  | 287                      | 12,15      | 24               | 72190      | 72120        |
| Melleray                   | 446                      | 25,90      | 17               | 72193      | 72320        |
| Montaillé                  | 517                      | 30,18      | 17               | 72204      | 72120        |
| Montmirail                 | 369                      | 12,53      | 29               | 72208      | 72320        |
| Rahay                      | 160                      | 18,94      | 8                | 72250      | 72120        |
| Saint-Calais               | 2.969                    | 22,76      | 130              | 72269      | 72120        |
| Sainte-Cérotte             | 326                      | 14,36      | 23               | 72272      | 72120        |
| Saint-Gervais-de-Vic       | 392                      | 16,03      | 24               | 72286      | 72120        |
| Saint-Jean-des-Échelles    | 225                      | 10,64      | 21               | 72292      | 72320        |
| Saint-Maixent              | 741                      | 22,48      | 33               | 72296      | 72320        |
| Saint-Michel-de-Chavaignes | 740                      | 18,37      | 40               | 72303      | 72440        |
| Saint-Ulphace              | 223                      | 15,98      | 14               | 72322      | 72320        |
| Semur-en-Vallon            | 432                      | 15,13      | 29               | 72333      | 72390        |
| Thorigné-sur-Dué           | 1.653                    | 18,99      | 87               | 72358      | 72160        |
| Tresson                    | 510                      | 29,22      | 17               | 72361      | 72440        |
| Val d’Étangson             | 526                      | 31,31      | 17               | 72128      | 72120        |
| Val-de-la-Hune             | 1.526                    | 41,62      | 37               | 72382      | 72440        |
| Valennes                   | 304                      | 26,70      | 11               | 72366      | 72320        |
| Vancé                      | 287                      | 12,47      | 23               | 72368      | 72310        |
| Vibraye                    | 2.508                    | 43,62      | 57               | 72373      | 72320        |
| Kanton Saint-Calais        | 25.951                   | 737,69     | 35               | 7218       | –            |

Bis zur landesweiten Neugliederung der Kantone im März 2015 bestand der Kanton Saint-Calais aus den 14 Gemeinden Bessé-sur-Braye, Cogners, Conflans-sur-Anille, Écorpain, Évaillé, La Chapelle-Huon, Marolles-lès-Saint-Calais, Montaillé, Rahay, Saint-Calais, Sainte-Cérotte, Saint-Gervais-de-Vic, Sainte-Osmane und Vancé. Sein Zuschnitt entsprach einer Fläche von 263,11 km2. Er besaß vor 2015 einen anderen INSEE-Code als heute, nämlich 7228.

## Veränderungen im Gemeindebestand seit der landesweiten Neuordnung der Kantone
2025: Fusion Saint-Mars-de-Locquenay und Volnay → Val-de-la-Hune
2019: Fusion Évaillé und Sainte-Osmane → Val d’Étangson

## Bevölkerungsentwicklung
| 1962   | 1968   | 1975   | 1982   | 1990   | 1999   | 2006   | 2016   |
| ------ | ------ | ------ | ------ | ------ | ------ | ------ | ------ |
| 12.380 | 12.143 | 11.876 | 11.547 | 11.097 | 10.577 | 10.303 | 26.685 |